# Розенга (Анкона)
Розенга (итал. Rosenga) насеље је у Италији у округу Анкона, региону Марке.
Према процени из 2011. у насељу је живело 33 становника. Насеље се налази на надморској висини од 514 м.